# John Michael Wright
Vous lisez un « bon article » labellisé en 2009.
John Michael Wright, né en mai 1617 et mort en juillet 1694, est un peintre portraitiste baroque écossais qui étudie à Édimbourg sous la direction de George Jamesone. Il acquiert ensuite une solide réputation d'artiste et de savant lors d'un long séjour à Rome où il est admis à l’Accademia di San Luca et fréquente les plus éminents artistes de sa génération.
Wright est engagé, en 1655, par l'archiduc Léopold-Guillaume de Habsbourg, gouverneur des Pays-Bas espagnols, afin d'acquérir pour son compte des œuvres d'art en Grande-Bretagne. Il s'établit alors en Angleterre, dès 1656, et devient peintre de la cour avant et après la Restauration anglaise. Converti au catholicisme, il est l'un des favoris de la cour des Stuart, travaillant pour Charles II et Jacques II, il est le témoin des nombreuses manœuvres politiques de l'époque. Lors des dernières années du règne des Stuart, il retourne à Rome dans le cadre d'une ambassade auprès du pape Innocent XI.
Wright est actuellement considéré comme l'un des chefs de file des peintres britanniques de son époque, en particulier pour le caractère réaliste de ses portraits. Il a été favorisé par des clients au plus haut niveau de la société, à une époque où les artistes étrangers étaient généralement préférés. Ses peintures de la royauté et de l'aristocratie font aujourd'hui partie des collections les plus prestigieuses.

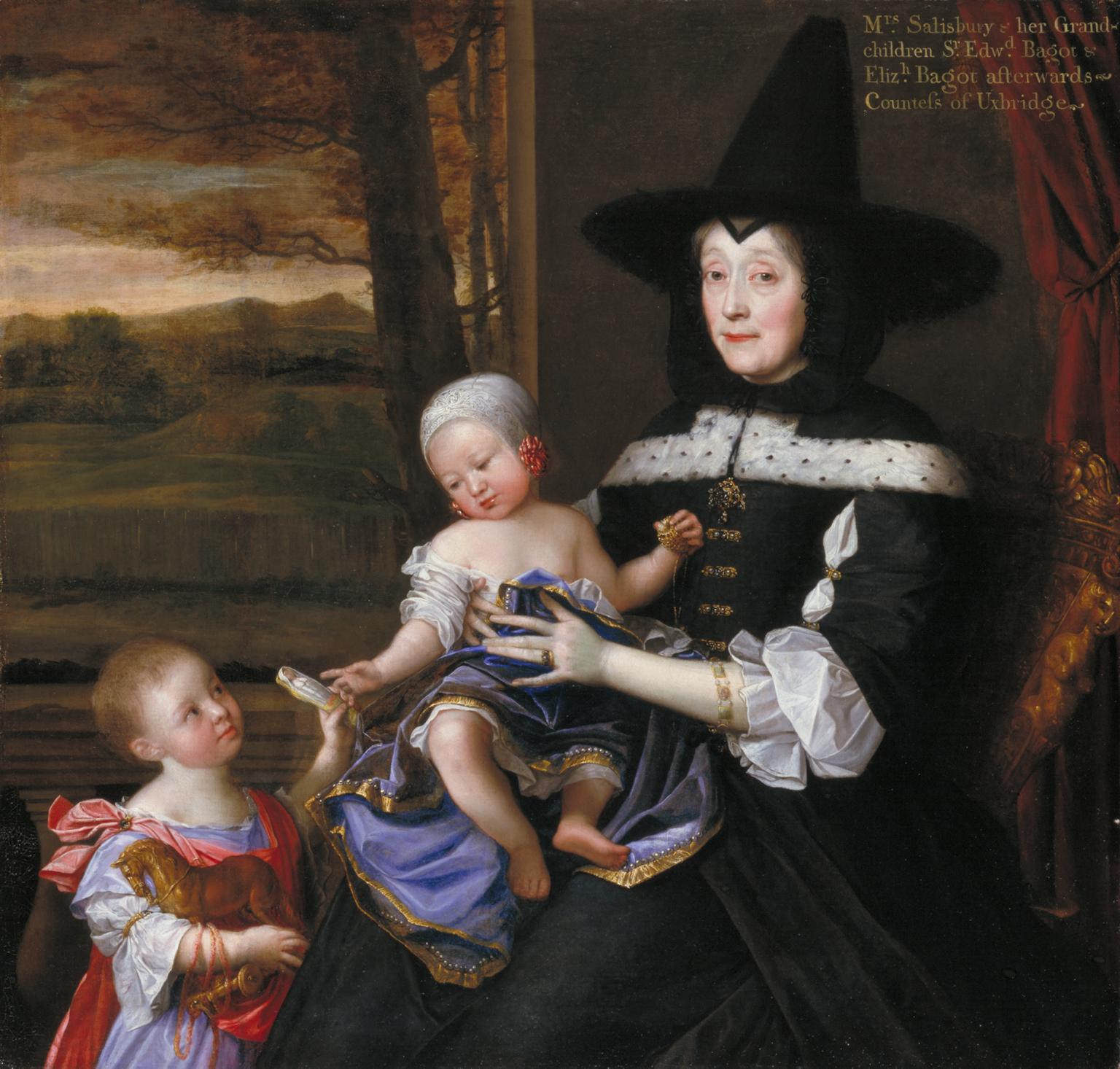
Mrs Salesbury with her Grandchildren, vers 1676. Collection de la Tate Gallery.

## Origine et jeunesse

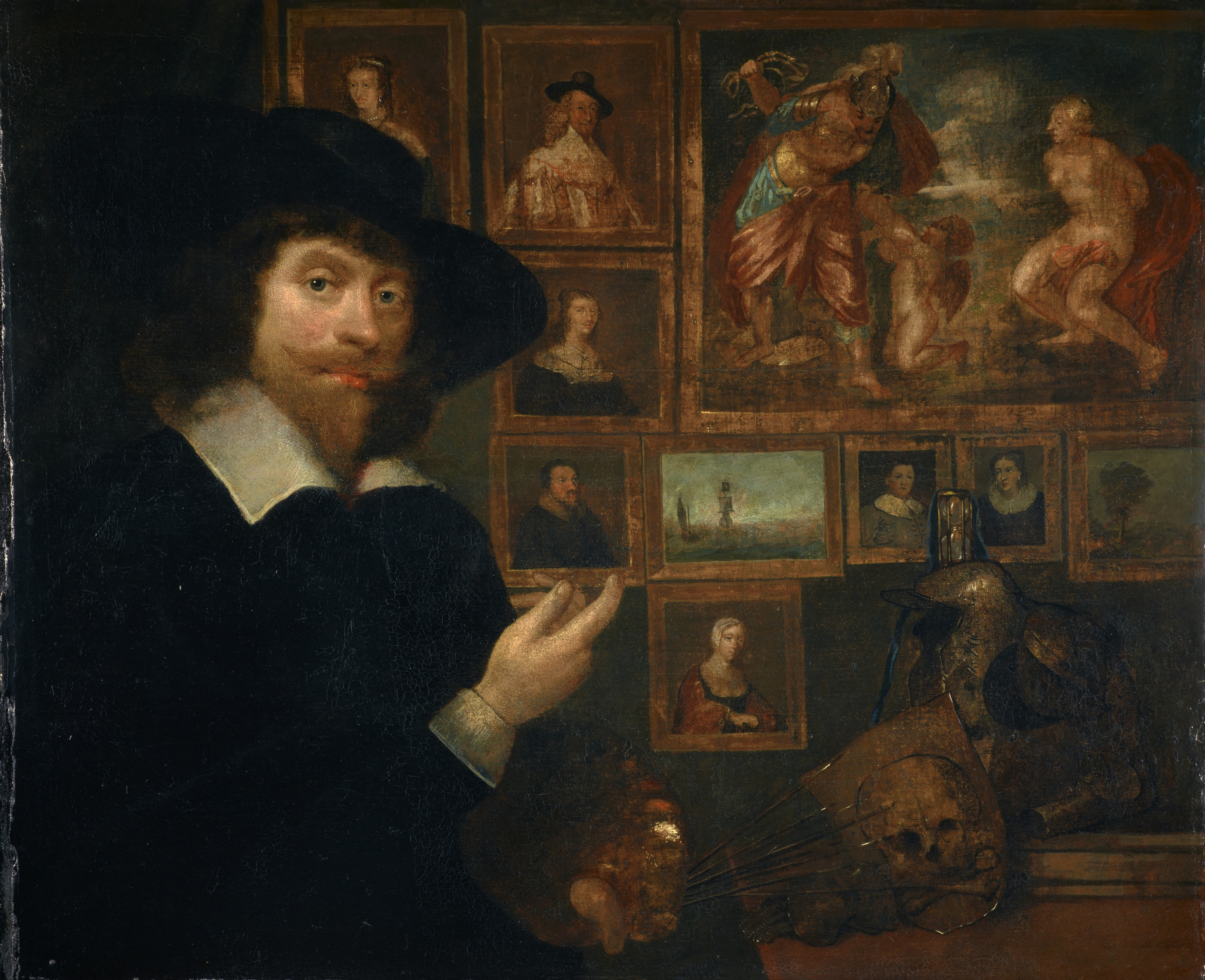
George Jamesone (1590–1644) autoportrait (v.1642), National Gallery of Scotland

L'origine de John Michael Wright est incertaine, lui-même entretient le doute à l'apogée de sa carrière en signant alternativement ses œuvres « Anglus » ou « Scotus »,. Le diariste John Evelyn le dit écossais, un adjectif que reprend l'historien de l'art Horace Walpole et que semblent admettre ses biographes plus tardifs. Cependant, l'antiquaire anglais Thomas Hearne mentionne, en 1700, que Wright est né à Londres dans une demeure sur Shoe Lane et qu'après sa conversion au catholicisme, alors qu'il est adolescent, il est emmené en Écosse par un prêtre. La naissance à Londres semble accréditée par l'enregistrement du baptême, le 25 mai 1617, de « Mighell Wryghtt », fils de James Wright, décrit comme tailleur et citoyen de Londres, en l'Église Saint-Bride sur Fleet Street.
Il est certain cependant que le 6 avril 1636, Wright est l'apprenti de George Jamesone, un portraitiste renommé d'Édimbourg,. Dans le registre des apprentis de cette cité, il est inscrit comme « Michaell, fils de James W(right), tailleur, citoyen de Londres ». Les raisons de son départ pour l'Écosse demeurent incertaines, peut-être liées à des raisons familiales (ses parents étant vraisemblablement des Écossais vivant à Londres) ou bien à cause de la survenue d'une épidémie de peste à Londres. Pendant son apprentissage, Wright loge apparemment sur High Street près de la Netherbow Gate qui sert d'atelier à Jameson. Le contrat d'apprentissage est signé pour cinq ans, mais il est écourté en raison de l'emprisonnement de Jameson à la fin 1639. Il n'existe aucune trace d'une œuvre signée par Wright à cette époque (sa première toile connue est un petit portrait de Robert Bruce, 1st Earl of Ailesbury, réalisé dans les années 1640 lors de son séjour à Rome),.
John Michael Wright rencontre vraisemblablement son épouse alors qu'il réside en Écosse. Peu d'éléments sont rapportés à son sujet, si ce n'est une mention, rédigée trente ans plus tard, qui la décrit comme « apparentée aux plus nobles et distinguées familles d'Écosse ». Si ce fait est avéré, il pourrait expliquer comment Wright obtient plus tard des commandes de la clientèle de l'aristocratie britannique. Il est cependant certain que Wright a au moins un fils, prénommé Thomas.

## Carrière

### Rome et lesVirtuosi al Pantheon

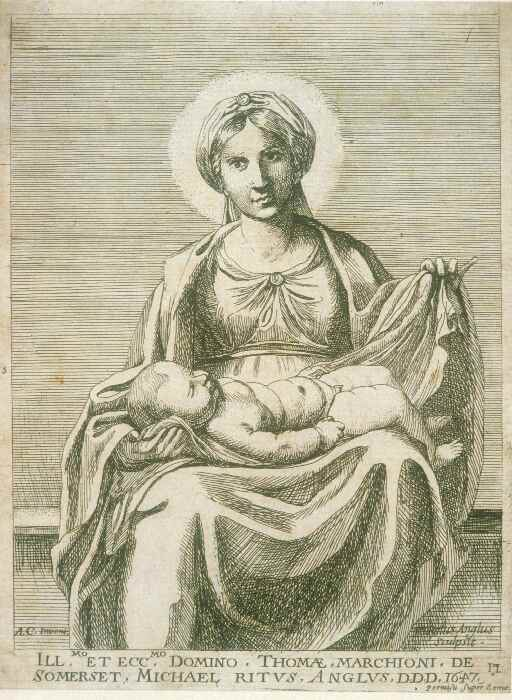
La Vierge à l'Enfant (1647) d'après Annibale Carracci. La première œuvre connue réalisée en Écosse par Wright, dédiée au Marquess of Somerfield. Huntarian Collection

Après son apprentissage, Wright se rend en France, mais sa destination finale est l'Italie. Il est possible qu'il arrive à Rome dès 1642 dans l'entourage de James Alban Gibbes (un peintre lettré d'origine écossaise), mais il est certain que Wright y réside dès 1647. Les détails de son séjour sont assez sommaires, mais son talent et sa réputation s'accroissent à tel point qu'en 1648, il devient membre de la prestigieuse Accademia di San Luca, (où il est inscrit comme « Michele Rita, pittore inglese »). À cette époque l'académie est fréquentée par des peintres italiens en vue, ainsi que par d'illustres étrangers dont le Français Nicolas Poussin et l'Espagnol Diego Velázquez. Le 10 février de cette même année, il est élu à la Congregazione dei Virtuosi al Pantheon, une société honorifique de peintres instituée par la papauté afin de promouvoir la foi catholique par l'art. La congrégation organise chaque année une exposition au Panthéon.
Wright passe dix ans à Rome et devient un linguiste accompli ainsi qu'un connaisseur d'art établi. Il est suffisamment prospère pour construire une importante collection de livres, gravures, peintures, pierres précieuses et médailles, dont certaines œuvres attribuées à Mantegna, Michelangelo, Raphael, Titien et Correggio. Il acquiert quelque quarante peintures ; sans doute aussi bien pour les revendre que pour les collectionner.

### Antiquaire de Léopold d'Autriche
En 1654, après une décennie passée à Rome, Wright se rend à Bruxelles où ses capacités sont reconnues par l'archiduc Léopold-Guillaume de Habsbourg, alors gouverneur des Pays-Bas espagnols. Léopold ne l'emploie pas comme artiste, mais comme conseiller en antiquités. En tant que frère cadet de l'empereur Ferdinand III et cousin de Philippe IV d'Espagne, l'archiduc possède les moyens d'amasser une grande collection de peintures et d'antiquités.

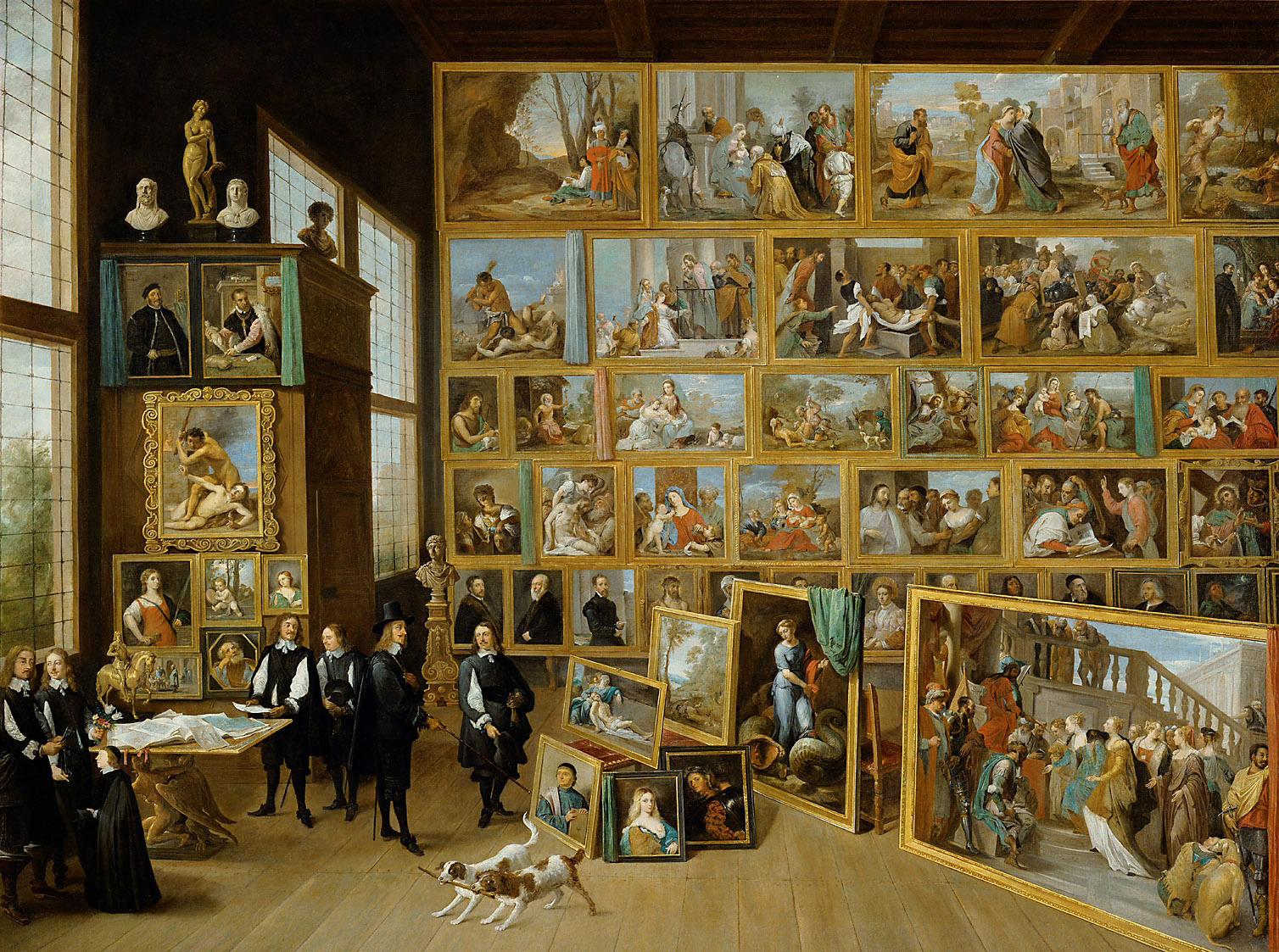
Galerie de l'archiduc Léopold à Bruxelles, pour qui Wright travaillait (toile de David Teniers le Jeune vers 1650, Kunsthistorisches Museum).

En outre, au printemps 1655, l'archiduc vit une période de relations cordiales avec Oliver Cromwell, alors Lord Protecteur d'Angleterre. Tous deux ont en effet échangé des présents, chevaux et tapisseries que Léopold a offerts à Cromwell pour la rénovation du palais de Whitehall. Cromwell reçoit également une ambassade des Habsbourg pour le féliciter de sa nouvelle position.) Depuis l'exécution de Charles Ier en 1649, Léopold a acheté plusieurs pièces des collections royales et de certains aristocrates et, dans ce contexte, chargé Wright de se rendre à Londres afin d'acquérir pour lui davantage d'œuvres. Un passeport est alors issu au nom de « Juan Miguel Rita, pintor inglés, que va a Inglaterra a procurar pinturas, medallas, antigüedades, y otras cosas señaladas, que le hemos encargado … », afin de lui permettre de se rendre en Angleterre. Le passeport est daté du 22 mai 1655 et signé par l'archiduc à Bruxelles, ce qui indique que Wright a quitté l'Italie pour la Flandre à cette époque.
Comme tout membre d'une mission officielle, Wright présente sans doute ses respects à l'ambassadeur extraordinaire de Léopold à Londres, le marquis de Lede, et à Alonso de Cárdenas, l'ambassadeur ordinaire des Habsbourg ; qui s'est également impliqué, dès 1649, dans l'achat d'œuvres d'art pour la monarchie espagnole. Les dates exactes et la durée de cette visite restent incertaines, en raison du manque de documents retrouvés.
Toutefois, le marquis de Lede s'en va à la fin juin et Alonso de Cárdenas quelques semaines plus tard, alors que les relations entre Cromwell et les Habsbourg se détériorent. Wright arrive probablement en Flandre, avec toutes les acquisitions qu'il a faites, juste à temps pour apprendre l'imminence du départ de Bruxelles de l'archiduc et celle de son immense collection d'art à l'automne 1655.

Après la réinstallation de son employeur à Vienne, Wright retourne cependant à Londres. Le 9 avril 1656, il passe par Douvres où le registre des visiteurs mentionne : 

« Michael Wright anglais débarqué à Douvres le 9 courant du Pacquet boat venant de Dunkerque et arrivé à Londres le 12, logé chez Mrs Johnston à Weldstreet dans la paroisse de Gyles sur les terres du Middlesex et disant qu'il a exercé l'art du dessin en France, en Italie et d'autres lieux pendant la plus grande partie de sa vie, il souhaite bientôt rentrer en Italie où il a laissé sa famille,. »

Avec tact le rapport dissimule l'emploi de Wright en Flandre (dénommée par euphémisme comme « d'autres lieux »), alors que l'Angleterre et les Habsbourg sont maintenant en guerre, et il ne relève pas non plus sa qualité de membre de l’Accademia di San Luca, qui l'identifierait comme catholique.

### Angleterre

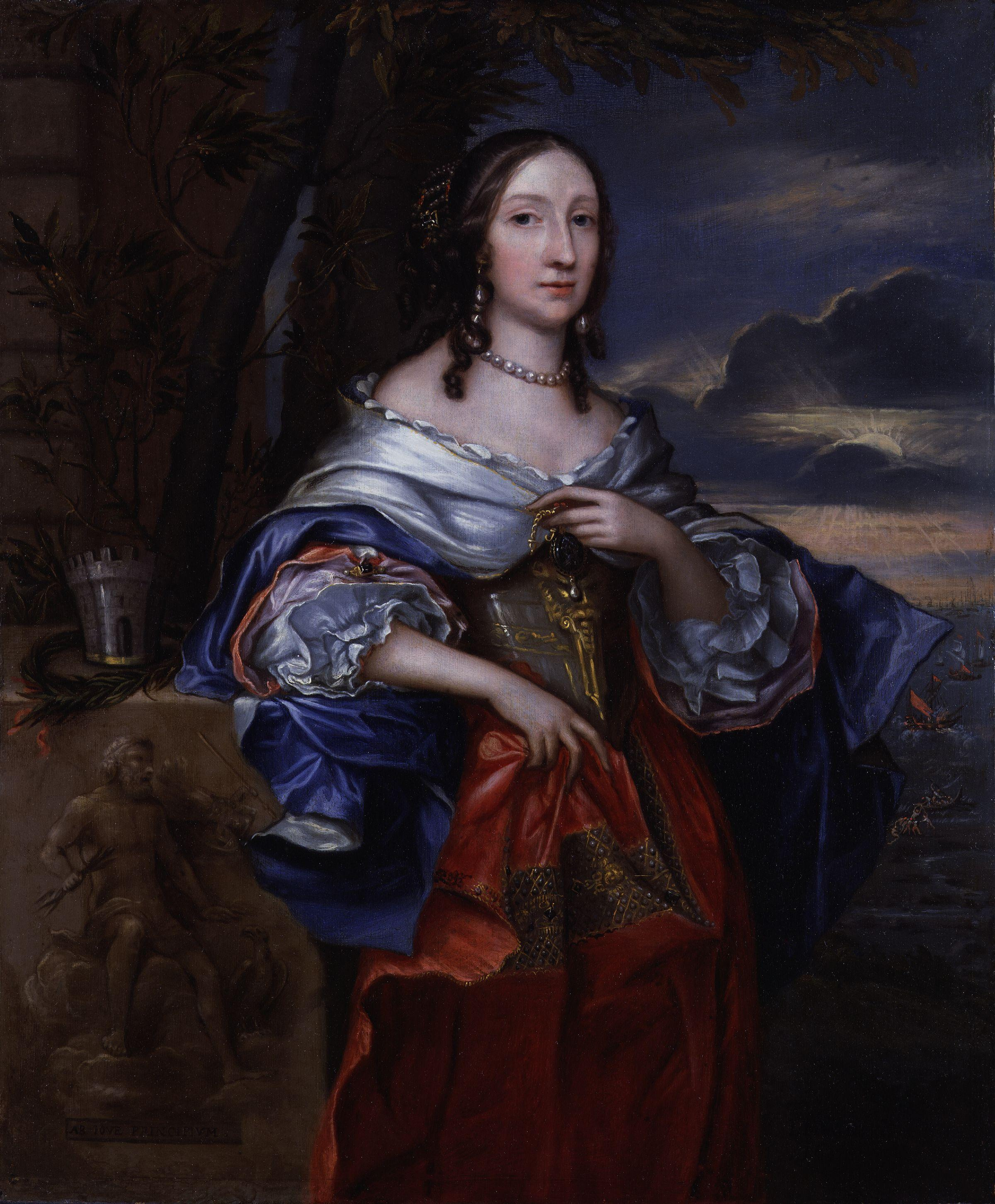
Elizabeth Claypole (1658), National Portrait Gallery

Quelles que soient ses intentions, Wright ne retourne pas en Italie, mais c'est au contraire sa famille qui le rejoint en Angleterre peu après. Bien qu'il soit catholique au cœur du très protestant Protectorate (1653–1659), Wright semble n'éprouver aucun problème à obtenir les commandes de clients prestigieux. L'historien de l'art britannique Ellis K. Waterhouse dit de lui qu'il s'engage alors dans « la plus délibérée et effrontée flagornerie de Cromwell », en 1658, grâce à son portrait posthume d'Elizabeth Claypole, fille d'Oliver Cromwell (aujourd'hui à la National Portrait Gallery). Il s'agit d'un portrait allégorique, représentant Elizabeth sous les apparences de Minerve, s'appuyant sur un relief sculpté de la déesse, née de la tête de Jupiter, portant la devise « Ab Jove Principium » ; une allusion à Cromwell lui-même, dont elle tient un portrait en camée. Apparemment, il est également disposé à travailler pour l'autre bord politique : en 1659, il peint le colonel John Russell (3e fils du 4e comte de Bedford), qui fait partie du complot du Sealed Knot qui vise à rétablir Charles II sur son trône. Ce portrait est d'ailleurs considéré, par un critique au moins, comme le chef-d'œuvre de Wright.

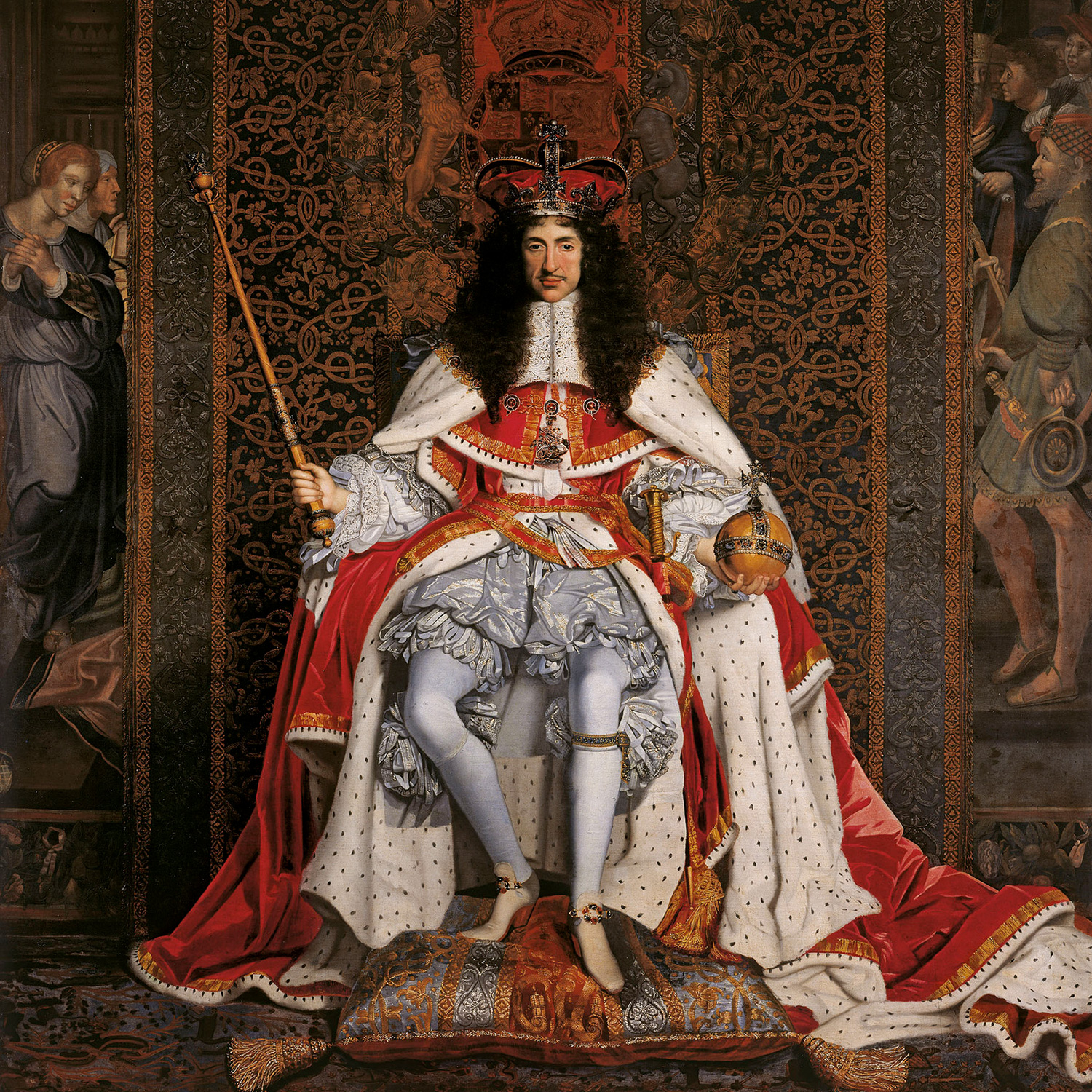
Portrait du roi Charles II par Wright, Royal Collection.

Après la restauration de Charles II en 1660, le catholicisme de Wright n'est plus réellement un handicap, en raison de l'attitude tolérante du roi en matière religieuse. N'ayant jamais été un homme d'affaires avisé, Wright rencontre quelques difficultés financières. Le roi lui accorde le privilège de disposer de sa collection de « vieux maîtres » en organisant une loterie. Charles II lui-même acquiert quatorze d'entre elles. Au début des années 1660, Wright possède un atelier fructueux à Londres, si bien que le diariste John Evelyn l'appelle « Mr Write le fameux peintre ». Pendant la Grande peste de Londres, en 1665, Wright se réfugie à la campagne, où il peint les portraits d'au moins trois membres de la famille catholique des Arundell of Wardour. Paradoxalement, le Grand incendie de Londres, l'année suivante lui est profitable, puisqu'il reçoit l'une des premières commandes artistiques de la Cité de Londres pour peindre vingt-deux portraits des Fire Judges (juges nommés pour évaluer les différends concernant la propriété après l'incendie). Ces peintures, achevées en 1670, étaient exposées dans le Guildhall, jusqu'à ce qu'il soit bombardé pendant la Seconde Guerre mondiale. Aujourd'hui, seules deux de ces toiles (celles de Sir Matthew Hale et Sir Hugh Wyndham) sont exposées dans la Guildhall Art Gallery, les autres ayant été détruites ou dispersées.

#### Patronage royal

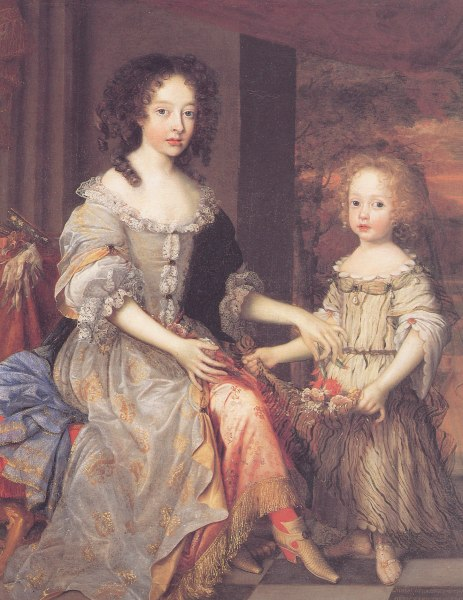
The Ladies Catherine and Charlotte Talbot (1679), Collection de la Tate.

Charles II, qui attache à sa cour bon nombre de catholiques, octroie à Wright un patronage artistique royal. En 1661, dès après le couronnement, il peint un portrait du monarque, assis devant une tapisserie représentant le Jugement de Salomon, coiffé de la couronne de saint Édouard, vêtu de la cape de cérémonie de la Jarretière et tenant l'orbe et le sceptre. Wright reçoit également une commande d'une fresque allégorique destinée au plafond de la chambre du roi à Whitehall, puis il se voit confier en 1673, la charge de « picture-drawer in ordinary », ce qui l'autorise à signer ses œuvres de la locution latine Pictor Regis. Cependant, à son grand dam, il ne reçoit pas la charge convoitée de King's Painter (peintre du roi), qui est alors occupée par le seul Peter Lely. Comparé à l'agréable réalisme de Wright et à ses fonds paysagers soignés, le style de Lely, proche de celui de Van Dyck, est plus séduisant et emporte les faveurs de la cour. Ce qui fait écrire au diariste Samuel Pepys, après une visite dans l'atelier de Lely : « thence to Wright's the painters : but Lord, the difference that is between their two works »,.

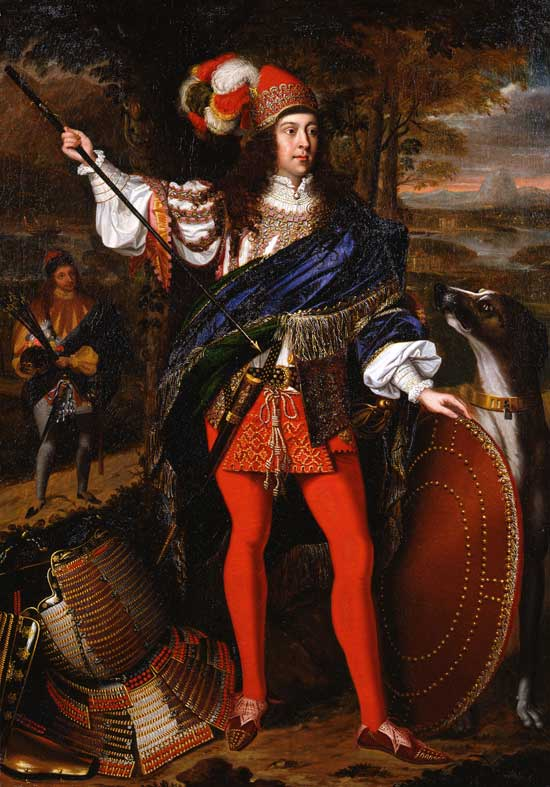
Sir Neil O'Neil (1680), Collection de la Tate.

Contrairement à Lely, qui est anobli, Wright n'obtient pas une telle reconnaissance de la part du roi Charles. Cependant, l'un au moins de ses admirateurs pense que c'est un honneur qu'il mériterait. En 1669, Wright et le miniaturiste Samuel Cooper rencontre le grand-duc de Toscane Cosme de Médicis. Ce dernier fait ensuite appel à Wright pour la réalisation d'un portrait du duc d'Albemarle. Le 3 mars 1673, sans doute peu après que Wright a réalisé le portrait officiel de Charles II, une lettre étrange parvient à Cosme, de la part d'une obscure « Mairie Lady Hermistan », qui lui demande d'intercéder auprès du roi pour qu'il accorde à Wright une baronnie. Cependant la requête n'aboutit pas.

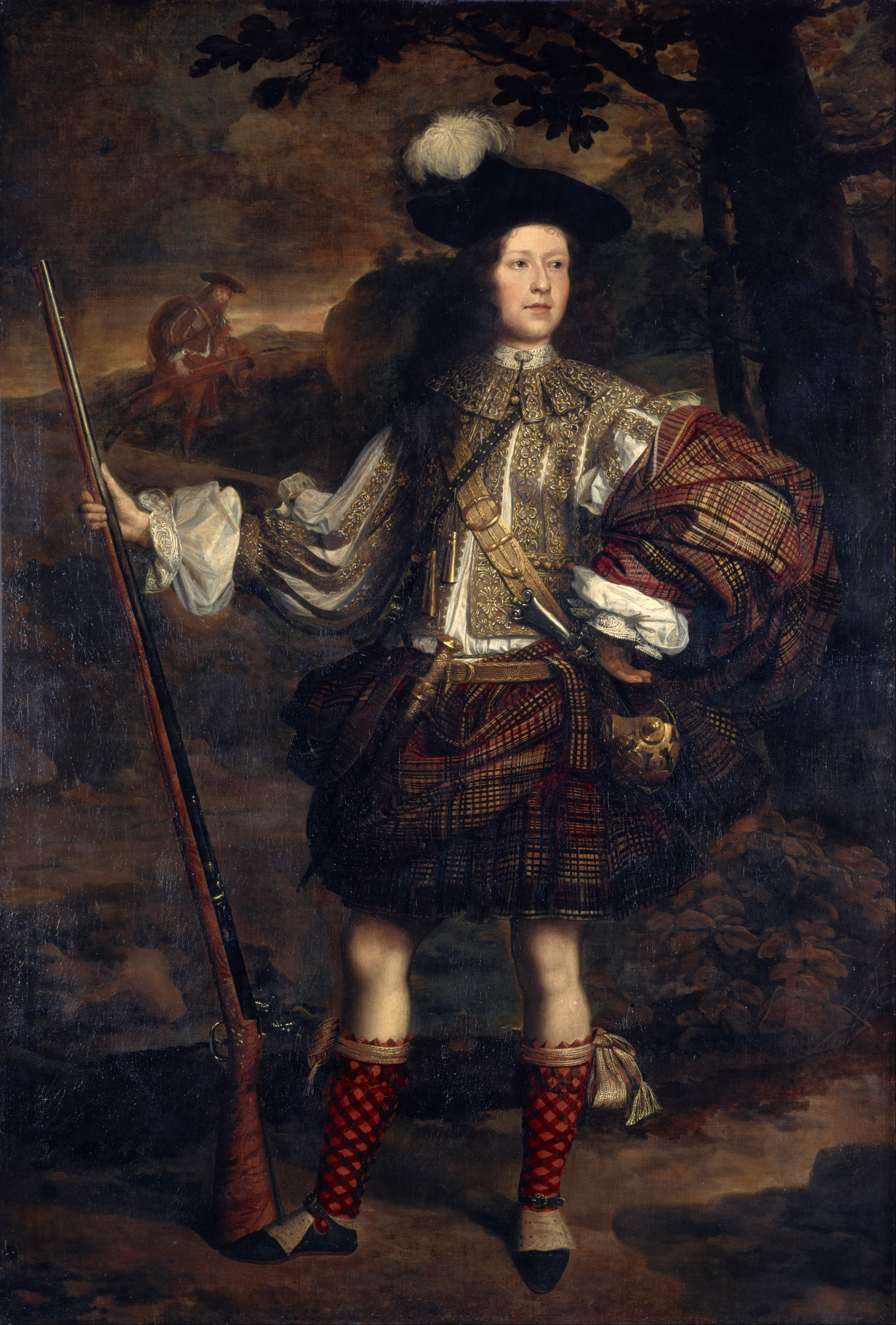
Lord Mungo Murray (vers 1683), Scottish National Portrait Gallery

Alors que l'antipathie à l'égard des catholiques s'accroit à Londres à la fin des années 1670, Wright travaille à l'écart de la cour. Il réalise six portraits de famille pour Sir Walter Bagot de Blithfield dans le Staffordshire entre 1676 et 1677. En 1678, il s'installe à Dublin pour quelques années, sans doute en raison de l'hystérie anticatholique qui fait suite au Complot papiste de Titus Oates. Là-bas, signant toujours « Pictor Regis », il peint The Ladies Catherine and Charlotte Talbot, qui fait aujourd'hui partie de la collection de la National Gallery of Ireland. Il réalise également deux portraits en pied de Sir Neil O'Neil (vers 1680), qui fait aujourd'hui partie de la Tate Collection, et Lord Mungo Murray (vers 1683), conservé à la Scottish National Portrait Gallery. Sir Neil O’Neill est un coreligionnaire qui se trouve alors également exilé à Dublin. Wright le représente revêtu du costume d'un chef de clan irlandais, avec à ses pieds une armure japonaise. Cette armure est probablement un symbole discret d'un triomphe sur les persécuteurs du catholicisme, dont les japonais font alors partie. Le portrait de Mungo Murray (le cinquième fils de John Murray, duc d'Atholl) est la première représentation picturale connue montrant le célèbre tartan écossais.

#### Ambassade à Rome
En 1685, lorsque le très catholique Jacques II accède au trône, Wright revient au service du roi. Cependant, ce dernier ne fait pas appel à ses talents de peintre, mais lui donne la plus « inutile et laborieuse fonction » d'attaché d'une ambassade diplomatique. Il est nommé assistant de Roger Palmer, époux de Barbara Villiers, ancienne favorite du roi Charles II.
La connaissance de Rome et de la langue italienne de Wright jouent, sans doute, un rôle important dans cette nomination, car Palmer est envoyé, en 1686, en ambassade auprès du pape Innocent XI. Il doit démontrer que l'Angleterre peut devenir un acteur important aux côtés des catholiques dans les conflits européens à venir. Le rôle de Wright au sein de cette ambassade est de superviser la fabrication des trois cent trente carrosses, costumes et décorations pour la procession dans Rome, qui a pour but de garantir une audience papale en janvier 1687. Il organise également un prodigieux banquet d'un millier d'hôtes au Palazzo Doria Pamphilj, décoré de sculptures en sucre et d'un immense portrait officiel de Jacques II. Alors qu'il se trouve à Rome, Wright publie un compte rendu illustré de l'ambassade en italien, dédié à la duchesse de Modène, puis une version en anglais publiée après son retour, en octobre 1687, dédiée à la fille de cette dernière la reine Marie,.

#### Dernières années
La carrière de Wright s'achève en 1688 lorsque Jacques II est renversé lors de la Glorieuse Révolution. Il semble avoir accepté la perte des faveurs royales lorsque le protestant Guillaume III d'Orange accède au trône. Il vit alors assez chichement au cours des six années suivantes. En mars 1694, il rédige son testament qui laisse sa maison près de Saint-Paul à sa nièce Katherine Vaux. Sa collection de dessins, de gravures et de livres à son neveu, le peintre Michael Wright ; cependant un codicille prévoit que les livres seront vendus au profit de son fils Thomas, qui est alors à l'étranger. Les livres sont vendus aux enchères le 4 juin et le 1er août 1694, John Michael Wright est inhumé à St Martin-in-the-Fields,.

## Critique de l'œuvre

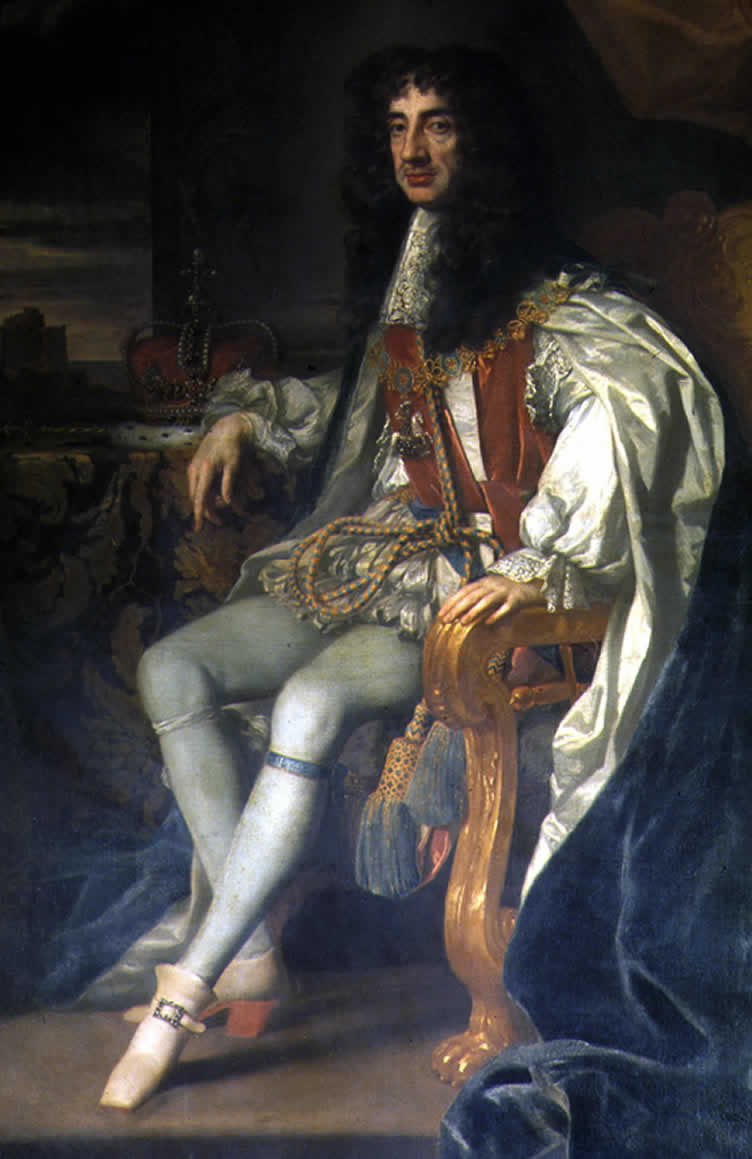
Portrait de Charles II d'Angleterre, vers 1675, collection of Euston Hall, Suffolk.

L'étude de l'œuvre de Wright est relativement récente. En 1982, l'exposition : « John Michael Wright – The King’s Painter », à la Scottish National Portrait Gallery, marqua un regain d'intérêt pour ses réalisations. Le catalogue de l'exposition, de Sara Stevenson et Duncan Thomson, réécrit et met en lumière une grande partie des détails biographiques connus. De nouvelles œuvres sont découvertes et d'autres, déjà connues, lui sont attribuées. Wright est désormais considéré comme l'un des artistes britanniques les plus couronnés de succès au XVIIe siècle et est comparé à des contemporains, tels que Robert Walker et William Dobson. Le catalogue d'une exposition récente le décrit même comme « le meilleur peintre britannique du XVIIe siècle ». Il est assurément l'un des rares qui peignit l'élite aristocratique de son époque et réalisa certains des plus somptueux portraits royaux connus. Cette réussite est particulièrement importante à une époque où la clientèle britanniques privilégiait plutôt les artistes étrangers, comme Holbein et Van Dyck et continuèrent à favoriser des immigrants comme Lely et Kneller. La raison du succès de Wright est en partie due à sa formation inhabituellement cosmopolite : aucun artiste britannique n'avait, avant lui, autant été exposé à l'influence européenne. Lors de son séjour italien et grâce à sa participation à l'Accademia di San Luca, Wright n'a pas seulement collecté des œuvres attribuées aux monstres sacrés que sont Michel-Ange, Raphaël ou le Titien, il a également subi leur influence et a reproduit dans ses propres toiles une grande partie de leur tonicité et de leur style.
|                                                         |  |                                                                     |
| Duchess of Cleveland de Wright en 1670, en bergère NPG. |  | Duchess of Cleveland de Lely en 1666, en Marie-Madeleine pénitente. |

Dans son domaine d'activité et à son époque, Wright a certainement été éclipsé par son rival le plus prolifique Lely, à qui il est souvent comparé. Millar, un critique d'art, fait observer que toute comparaison « exposerait impitoyablement les faiblesses et le maniérisme de Wright », mais que de manière positive, « ils démontreraient aussi sa remarquable indépendance, son intégrité sans faille et son charme, qui découlent en partie de ses origines inhabituelles, carrière fragmentée et personnalité attirante ». Millar suggère qu'une utile comparaison peut être faite entre les portraits de la duchesse de Clevland (Barbara Villiers) de Lely et de Wright. Alors que Lely la représente comme une « véritable et désirable catin », Wright, plus sérieux et qui n'approuvait pas vraiment la moralité de la cour et de ses courtisans, la représente plutôt comme une marionnette.

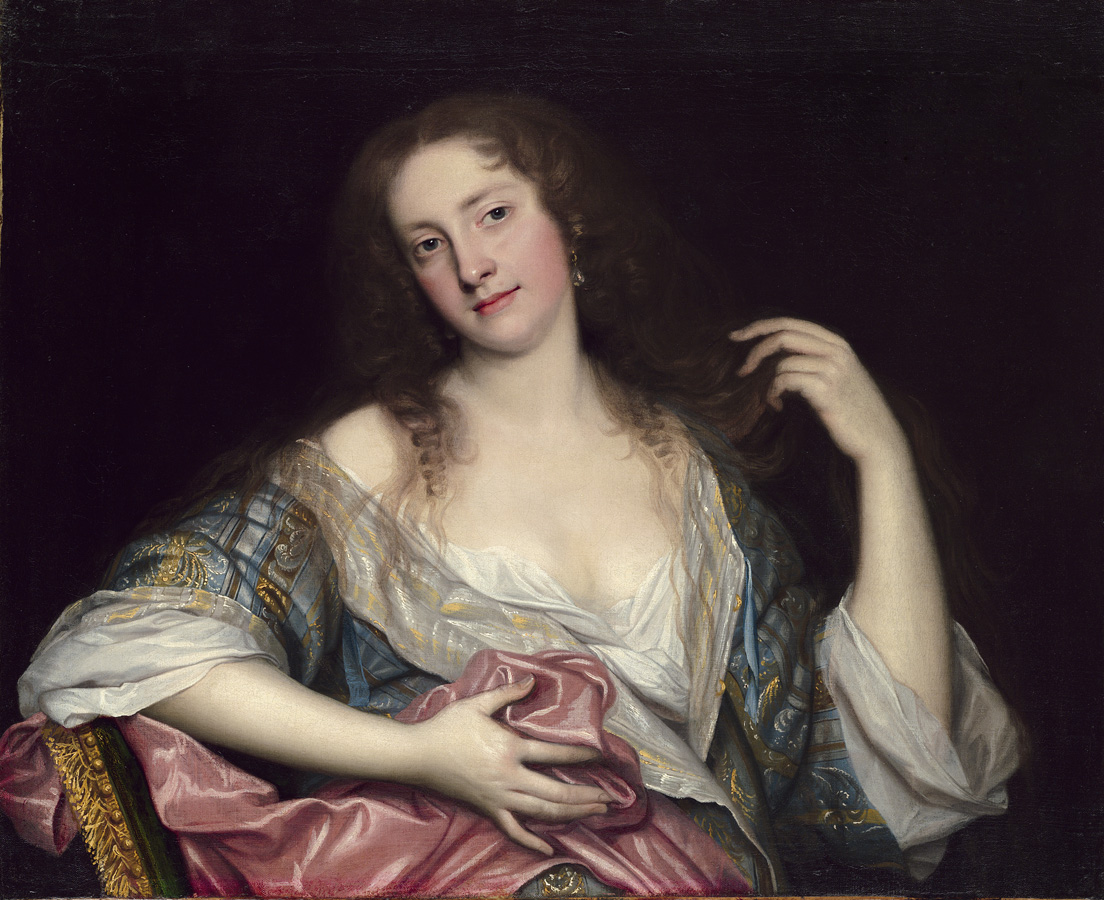
Portrait of a Lady, supposée être Ann Davis, Lady Lee (date inconnue), collection privée.

Toutefois, même si Lely est considéré comme plus magistral et plus à la mode dans la Grande-Bretagne du XVIIe siècle, les portraits de Wright présentent une ressemblance plus vivante et plus réaliste de ses sujets, un fait qui renforce l'observation que fait Pepys sur l'œuvre de Lely qu'il juge « good but not like » (bonne, mais pas ressemblante). Le réalisme de Wright ne doit pas être confondu avec de la pudibonderie ; comme on peut le voir, par exemple, dans son Portrait of a Lady, supposée être Ann Davis. La peinture, avec l'habillement négligé du modèle et sa modestie à peine préservée par un drapé rouge, a été décrit comme exhibant une fraîche, et dangereuse, réalité : érotique même, selon la norme de cette époque. Alors que les contemporains de Wright représentent leur modèle sous les traits d'une déesse classique afin de s'exempter de toute accusation de lubricité, les portraits de Wright, au contraire, comptent plutôt sur le réalisme, notamment par les tons et la profondeur de la chair.